# DRTV International
 (septembre 2017).
Digital Radio Télévision nommée DRTV International HD est une chaîne de télévision généraliste nationale congolaise, diffusée en HD sur CanalSat Horizons numéro 341.

## Histoire
Digital Radio Télévision congolaise baptisée DRTV naît le 28 novembre 2002 comme deuxième chaîne du Congo,.

## Organisation

### Dirigeant
- Directeurs généraux : Norbert Dabira et Paul Soni Bengo

Officier général des FAC (Forces Armées Congolaises), Norbert Dabira est le fondateur en 1999, de la première chaîne privée congolaise de radio télévision, DRTV dont il est le Président du Conseil d'Administration.
Mme Yolaine NOUMOULY YOT, journaliste de formation, lui a succédé comme Directrice générale de DRTV.